# Будистка медитация
Понятието будистката медитация включва разнообразие от медитативни практики, преподавани и използвани в различните школи, традиции и приемствености на будизма. Будистките медитации се разглеждат като инструменти за работа с ума, които винаги целят това, което ученията наричат освобождение и просветление. Методите могат да включват или не определени ритуали, упражнения, четене и рецитиране на съответни текстове, като във всички случаи са на основата на формулирана от съответната школа философска основа. В много школи освен това е необходима и непрекъсната жива приемственост от учител към ученик от времето на историческия Буда Шакямуни.
Основните техники за медитация са запазени в древните будистки текстове и се разпространяват, и се разнообразяват при предаването от учител на ученик. Будистите се упражняват в медитация като част от пътя, водещ към просветление и Нирвана . Най-близките думи за медитация в класическите езици на будизма е бхавана  и джана/дхяна . Будистките техники за медитация са все по-популярни по целия свят, включително и за много небудисти, които ги възприемат по най-различни причини.